# Dagmar Leupold
Dagmar Leupold, född 23 oktober 1955 i Niederlahnstein, är en tysk författare.
Hon har studerat germanistik, filosofi, teatervetenskap och klassisk filologi vid universiteten i Marburg och Tübingen. Sedan slutet av 1980-talet har hon gett ut romaner och har även gjort översättningar från italienska till tyska.
2016 nominerades hon till Tyska bokpriset för romanen Die Witwen.